# Bulbophyllum jaapii
Bulbophyllum jaapii (лат.) — многолетнее эпифитное растение, вид рода Бульбофиллюм (Bulbophyllum) семейства Орхидные (Orchidaceae). Эндемик Камеруна.

## Ботаническое описание
Bulbophyllum jaapii — небольшая эпифитная орхидея с узкоцилиндрическими псевдобульбами, несущими два верхушечных кожистых довольно толстых узколанцетных тупых зелёных с пурпурной средней жилкой сидячих листа, распускающиеся у основания. Длина от 14 до 22 см, рахис — не утолщённый довольно плотный. Соцветие содержит от 22 до 50 цветков.

## Таксономия
Вид B. jaapii впервые описан в 2001 году.

## Распространение и местообитание
Bulbophyllum jaapii — эндемик Камеруна. Ареал вида ограничен горными лесами и кустарниками потухшего вулкана Купе (горы Бакосси) на Камерунском нагорье на высоте около 1800 м над уровнем моря. Обитает в субтропических или тропических влажных горных лесах.
Впервые образцы орхидеи были собраны в ноябре (во время цветения) 1985 года как новый вид D.W. Thomas и H.L. MacLeod, которые охарактеризовали их как распространённые на местном уровне. Однако, несмотря на несколько подробных обследований местности десятью годами позже, никаких дополнительных образцов собрано не было.

## Охранный статус
Bulbophyllum jaapii классифицируется как «уязвимый вид» в Красном списке угрожаемых видов МСОП.
Хотя в высокогорной местности, где встречается B. jaapii, деятельность человека не представляет значительную угрозу, вид более подвержен катастрофическому сокращению популяции из-за единичного события, такого как оползень или лесной пожар, из-за его чрезвычайно небольшого и изолированного ареала.